# Giobbe (Guerrini-Ricci)
Giobbe. Serena concezione di Marco Balossardi è un poema satirico scritto a quattro mani da Olindo Guerrini e Corrado Ricci che era una parodia dell'annunciato Giobbe di Mario Rapisardi.
In quest'opera (scritta per la maggior parte dal Guerrini) i due autori (che si firmavano con lo pseudonimo di Marco Balossardi) si facevano beffe dei letterati e dei personaggi più in vista del tempo.
Ad esempio, Giuseppe Aurelio Costanzo viene così descritto: 
()
in effetti il Costanzo era basso di statura. 
Di Arrigo Boito viene messo in luce l'amore per i versi stravaganti che lo aveva portato alle acrobazie di Re Orso e così Guerrini e Ricci scrivono:
()